# Calyptrosciadium
Calyptrosciadium es un género de plantas herbáceas perteneciente a la familia de las apiáceas.  Comprende 3 especies descritas y de estas, solo 2 aceptadas. Es originario de Afganistán.

## Taxonomía
El género fue descrito por Rech.f. & Kuber y publicado en  Österreichische Akademie der Wissenschaften, Mathematisch-Naturwissenschaftliche Klasse. Anzeige 101: 362. 1964. La especie tipo es: Calyptrosciadium polycladum Rech. f. & Kuber. 

## Especies
A continuación se brinda un listado de las especies del género Calyptrosciadium aceptadas hasta julio de 2011, ordenadas alfabéticamente. Para cada una se indica el nombre binomial seguido del autor, abreviado según las convenciones y usos.
- Calyptrosciadium bungei (Boiss.) Pimenov
- Calyptrosciadium rechingeri Pimenov & Kljuykov